# قربان‌تپه
قربان‌تپه (به لاتین: Qurbantəpə) یک منطقه مسکونی در جمهوری آذربایجان است که در شهرستان جبراییل واقع شده است.